# Tournoi de tennis d'Édimbourg
Le tournoi d'Édimbourg (Écosse) est un tournoi de tennis féminin du circuit Dewar, organisé au début des années 1970 dans différentes villes britanniques (Aberavon, Billingham, Torquay et Cardiff) et dont la finale se déroulait à Londres.
La dernière édition de l'épreuve date de 1977.
Un championnat de double (exclusivement) s'est déroulé dans la même ville de 1995 à 1997.

## Historique

### 1970
Il s'agit de la première des quatre manches de la Dewar Cup 1970. Édimbourg remplace dorénavant la ville de Perth dans cette coupe. Les manches suivantes se déroulent successivement à Stalybridge, Aberavon et Torquay avant la finale à Londres. 
La surface des courts est constituée de NyGrass, une moquette synthétique, qui est utilisée partout sauf à Stalybridge où c'est du Tennis-Quick, surface plus dure, qui est utilisé.
Sharon Walsh, une artiste du service-volée, devient le premier vainqueur non tête de série d'une épreuve de la Coupe Dewar. Sa victoire lui rapporte 96 $ ! Plus tôt dans la semaine, Françoise Dürr et Ann Haydon-Jones ont  défendu une répartition plus équitable des gains entre hommes et femmes. Elles réclament un rapport maximum de 2 à 1 en faveur des hommes.
Le match de la semaine est la demi-finale de Sharon Walsh contre Virginia Wade. Wade sauve une balle de match à 5-6 avant de finalement succomber 11-9. La finale du double avec 47 jeux est sans doute la plus longue de l'année.
Deux mille deux cents spectateurs (un record) ont assisté à la finale.

## Palmarès

### Simple
| No | Date       | Nom et lieu du tournoi            | Catégorie | Dotation | Surface         | Vainqueure           | Finaliste      | Score         |         |
| -- | ---------- | --------------------------------- | --------- | -------- | --------------- | -------------------- | -------------- | ------------- | ------- |
| 1  | 13-10-1970 | Dewar Cup of Edinburgh, Édimbourg | Dewar Cup | NC       | Moquette (int.) | Sharon Walsh         | Winnie Shaw    | 6-2, 8-6      | Tableau |
| 2  | 12-10-1971 | Dewar Cup of Edinburgh, Édimbourg | Dewar Cup | NC       | Moquette (int.) | Evonne Goolagong     | Françoise Dürr | 6-0, 6-4      | Tableau |
| 3  | 24-10-1972 | Dewar Cup of Edinburgh, Édimbourg | Dewar Cup | 7 800 $  | Moquette (int.) | Margaret Smith Court | Virginia Wade  | 6-3, 3-6, 7-5 | Tableau |
| 4  | 30-10-1973 | Dewar Cup of Edinburgh, Édimbourg | Dewar Cup | NC       | Moquette (int.) | Virginia Wade        | Julie Heldman  | 6-4, 3-6, 6-1 | Tableau |
| 5  | 04-11-1974 | Dewar Cup of Edinburgh, Édimbourg | Dewar Cup | NC       | Moquette (int.) | Virginia Wade        | Julie Heldman  | 6-3, 4-6, 6-2 | Tableau |
| 6  | 12-06-1977 | Scottish Championships, Édimbourg |           | NC       | Gazon (ext.)    | Martina Navrátilová  | Kristien Shaw  | 2-6, 9-8, 7-5 | Tableau |

### Double
| No | Date       | Nom et lieu du tournoi           | Catégorie | Dotation | Surface         | Vainqueures                        | Finalistes                             | Score           |         |
| -- | ---------- | -------------------------------- | --------- | -------- | --------------- | ---------------------------------- | -------------------------------------- | --------------- | ------- |
| 1  | 13-10-1970 | Dewar Cup of Edinburgh Édimbourg | Dewar Cup | NC       | Moquette (int.) | Françoise Dürr Patti Hogan         | Betty Stöve Sharon Walsh               | 10-8, 3-6, 11-9 | Tableau |
| 2  | 12-10-1971 | Dewar Cup of Edinburgh Édimbourg | Dewar Cup | NC       | Moquette (int.) | Evonne Goolagong Julie Heldman     | Patti Hogan Nell Truman                | 6-3, 6-0        | Tableau |
| 3  | 24-10-1972 | Dewar Cup of Edinburgh Édimbourg | Dewar Cup | 7 800 $  | Moquette (int.) | Margaret Smith Court Virginia Wade | Julie Heldman Betty Stöve              | 6-2, 6-3        | Tableau |
| 4  | 30-10-1973 | Dewar Cup of Edinburgh Édimbourg | Dewar Cup | NC       | Moquette (int.) | Marita Redondo Virginia Wade       | Julie Heldman Ann Kiyomura             | 6-1, 2-6, 6-4   | Tableau |
| 5  | 04-11-1974 | Dewar Cup of Edinburgh Édimbourg | Dewar Cup | NC       | Moquette (int.) | Mima Jaušovec Virginia Ruzici      | María-Isabel Fernández Raquel Giscafré | 6-4, 4-6, 6-4   | Tableau |
| 6  | 12-06-1977 | Scottish Championships Édimbourg |           | NC       | Gazon (ext.)    | Julie Anthony Betsy Nagelsen       | Carrie Meyer Renáta Tomanová           | 6-1, 3-6, 6-1   | Tableau |